# Uma Thurman
Uma Karuna Thurman (Boston, Massachusetts, 29 de abril de 1970) es una actriz y exmodelo estadounidense nominada al Óscar y ganadora del Globo de Oro. Comenzó como modelo profesional y acabó dedicándose al cine en 1988, donde ha trabajado tanto en producciones de bajo presupuesto como en superproducciones de grandes estudios. Se la ha podido ver en dramas, películas de ciencia ficción, de acción, de suspense y también en comedias románticas.
Entre sus películas más conocidas están Dangerous Liaisons (1988) o Gattaca (1997). Aunque sin duda es mundialmente conocida por sus trabajos en Pulp Fiction (1994) y Kill Bill (2003-2004), ambas dirigidas por Quentin Tarantino.

## Primeros años y educación
Hija del profesor budista de la Universidad de Columbia, Robert Thurman, y de Nena von Schlebrügge (exmodelo nacida en México, de padre alemán y madre sueca-danesa). Uma es medio hermana (paterna) de Taya y hermana de Ganden, Dechen Karl y Mipam. Su nombre procede de uma chenpo, o lo que es lo mismo, "el gran camino del centro": mahā-madhyamaka. A su vez, en sánscrito, umā karuṇa significa "la misericordia de [la diosa] Úma", la diosa hindú de la luz y la belleza, además de la consorte de Shivá.[cita requerida] De pequeña, junto a su familia, pasó largas temporadas en la India y recibieron visitas ocasionales del propio dalái lama.
Durante su niñez, su familia se mudó constantemente, debido a que su padre enseñaba en diferentes universidades. Creció principalmente en Amherst (Massachusetts) y Woodstock (Nueva York). Fue una joven desmañada e introvertida que era frecuentemente molestada por su elevada estatura, su nombre raro (a veces usaba el nombre Uma Karen en lugar del verdadero Uma Karuna), y la talla de sus pies.
A los 10 años, una amiga de su madre sugirió hacerle una rinoplastia, sugerencia que la mortificó durante años. Fue sin duda uno de los muchos incidentes que la llevaron a sufrir dismorfobia, un desorden mental que implica una imagen distorsionada del cuerpo, condición que ella discutió en una entrevista con la revista Talk en 2001.
Asistió al Northfield Mount Hermon, un colegio de internado en Massachusetts, y tuvo sus primeras experiencias en actuación en obras escolares. No era hábil en los deportes y sus calificaciones eran sólo regulares, pero destacó en actuación desde muy joven. Después de aparecer en una representación de The Crucible (El crisol) fue llamada por cazatalentos que la convencieron de actuar profesionalmente. Dejó la escuela para buscar una carrera en actuación en Nueva York y para asistir a la Professional Children's School, la cual abandonó antes de graduarse.
Es prima del exfutbolista sueco Max von Schlebrügge.

## Carrera profesional

### 1987 - 1993: Inicios y primeros trabajos
Su debut cinematográfico fue en Johnny Be Good (1987) y en Kiss Daddy Goodnight (1987), ambas con éxito marginal. Su siguiente película fue Las aventuras del barón Munchausen (1988), dirigida por Terry Gilliam y que si bien ahora es casi un filme de culto, en su momento fue un fracaso comercial: costó 46 millones de dólares y se recaudaron únicamente 8.
Poco después de este estreno, revistas y otros medios comenzaron a entrevistarla y las productoras de cine le ofrecieron nuevos papeles. Recibió también elogios de sus colegas en la película por su profesionalidad. John Malkovich, por ejemplo, dijo: «En ella no hay nada de adolescente nerviosa, no he conocido a nadie que fuera como ella a esa edad. Su inteligencia y compostura destacan. Pero hay algo más. Tiene algo más que es muy fascinante».
En 1990 protagonizó el drama sexualmente provocativo Henry y June junto a Fred Ward. Fue la primera película por la que recibió una calificación de mayores de 17 años en los Estados Unidos, por lo que no se distribuyó ampliamente. A pesar de ello, The New York Times dijo que «Thurman, como June —la chica con acento de Brooklyn—, toma un personaje grandioso y lo hace todavía más grande, aunque su actuación es frecuentemente tan peculiar como dominante».
En 1993, Gus Van Sant la eligió para protagonizar el fracaso Ellas también se deprimen. Por ello, Uma fue nominada como Peor actriz del año en los premios Razzies. El Washington Post describió su actuación como superficial: «La extrañamente pasiva personificación de Thurman no va mucho más allá de arrastrar y flexionar sus pulgares artificiales». Ese mismo año protagonizó la comedia La chica del gángster junto a Robert De Niro y se convirtió en otro fracaso. También realizó una prueba para una película de Stanley Kubrick, Wartime Lies, que nunca se llevó a cabo. A pesar de ello, Thurman calificó el encuentro cómo «una experiencia verdaderamente mala».

### 1994 - 1998: Consolidación de su carrera

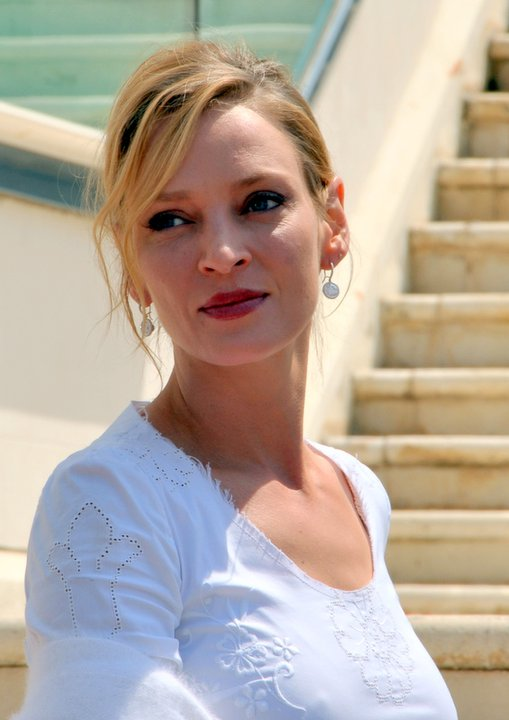
Uma Thurman en el Festival de Cannes de 2011.

Por aquella época, realizó una prueba para la que sería la nueva película de Quentin Tarantino. Inicialmente, el director no quedó muy convencido —había visto La chica del gángster y no le gustó mucho la actuación, pero después de cenar con ella todo cambió. «Uma y yo estábamos haciendo una escena. Estábamos viviendo la película, ¿de acuerdo? Y me quedé pensando: «¡Dios, ella podría ser Mia!». Pulp Fiction se convirtió en una de las películas más taquilleras y de culto de todos los tiempos,[cita requerida] recaudando más de 107 millones de dólares y con un coste inicial de 8 millones.
El Washington Post escribió «serenamente irreconocible con una peluca negra, [y] está maravillosa como una desenfadada esposa de gánster».
Fue candidata al Oscar a la mejor actriz de reparto al año siguiente. La revista Entertainment Weekly afirmó que “de las cinco mujeres candidatas en categoría de actriz de reparto este año, sólo [Thurman] puede proclamar que su actuación le dio ataques a la audiencia”.
Se convirtió en la actriz favorita de Tarantino, quien afirmó en un número de 2003 de la revista Time: “Thurman está a la par con Garbo y Dietrich en el terreno de las diosas”.
Películas de diversa calidad y éxito siguieron a Pulp Fiction. Protagonizó con Janeane Garofalo la medianamente taquillera comedia romántica La verdad sobre perros y gatos (The Truth About Cats & Dogs) actuando como una rubia y boba supermodelo.
En 1998 protagonizó, con el que sería luego su esposo Ethan Hawke, la película de ciencia ficción Gattaca. Aunque Gattaca no fue un gran éxito de taquilla, recibió muchas críticas positivas y consiguió gran recaudación en el mercado del vídeo.
Algunos críticos no quedaron muy impresionados, como Los Angeles Times, que opinó que ella estuvo “tan emocionalmente ausente como siempre”.
Los dos grandes fracasos de su carrera llegaron en 1997 y 1998. Primero interpretó a la villana Hiedra Venenosa (Poison Ivy) en Batman y Robin, la cuarta película de la popular saga.
Batman y Robin resultó un gran fracaso de taquilla y se convirtió en uno de los candidatos perennes a las listas de los peores filmes de todos los tiempos.[cita requerida] Su actuación recibió críticas variadas, favorables y adversas, y algún crítico la comparó a Mae West. The New York Times escribió: “como Mae West, mezcla auténtica femineidad con el pícaro afeminamiento de un travesti”. Una comparación similar fue hecha por Houston Chronicle: “Thurman, para llegar a mujer fatal de los años 40 parece a veces interpretar a Mae West vía Jessica Rabbit”.
Su segundo revés fue al año siguiente en Los vengadores, otro gran fracaso de público y crítica. CNN la describió como: “tan distanciada que uno siente como si la estuviera viendo a través del lado equivocado del telescopio”. Recibió candidaturas al Razzie por ambos filmes.
A pesar de estos fracasos, cerró el año 1998 perfectamente con el poderoso relato Los miserables (Les Misérables), una adaptación del clásico libro de Victor Hugo, dirigida por Bille August, en el cual interpretó el papel de Fantine, logrando una destacada actuación y recibiendo críticas favorables de nueva cuenta, incluso muchos pensaron que su carrera nuevamente iba en ascenso.[cita requerida]

### 1998 - 2002: Maternidad y tiempo de receso laboral
Después del nacimiento de su primera hija en 1998, tomó un descanso de papeles principales para concentrarse en la maternidad.
Sus siguientes trabajos fueron en películas de bajo presupuesto de cine y televisión incluyendo Acordes y desacuerdos (Sweet and Lowdown), Tape (La cinta), Vatel y Ciegas de amor (Hysterical Blindness). Ganó un Globo de Oro por esta última, un telefilme en el que también trabajó como productora ejecutiva. En esta película interpreta a una mujer emocionalmente inestable en el Nueva Jersey de los años 1980, que busca el amor en un lugar equivocado.
El San Francisco Chronicle comentó: “Thurman se compromete tanto con el papel, con ojos flameantes y los brazos en jarra, que uno empieza a creer que una criatura como esa puede existir: una mujer de apariencia exquisita tan torpe y necesitada que repele a los tipos comunes y corrientes. Thurman ha sometido el papel a su voluntad”.

### 2003 - 2011:Kill Billy grandes éxitos
Después de cinco años alejada de papeles principales, reapareció el 7 de enero de 2003 en el filme de John Woo Paycheck, y en su nueva colaboración con Quentin Tarantino, Kill Bill. Paycheck fue discreta con los críticos y la taquilla, pero Kill Bill relanzaría su carrera.

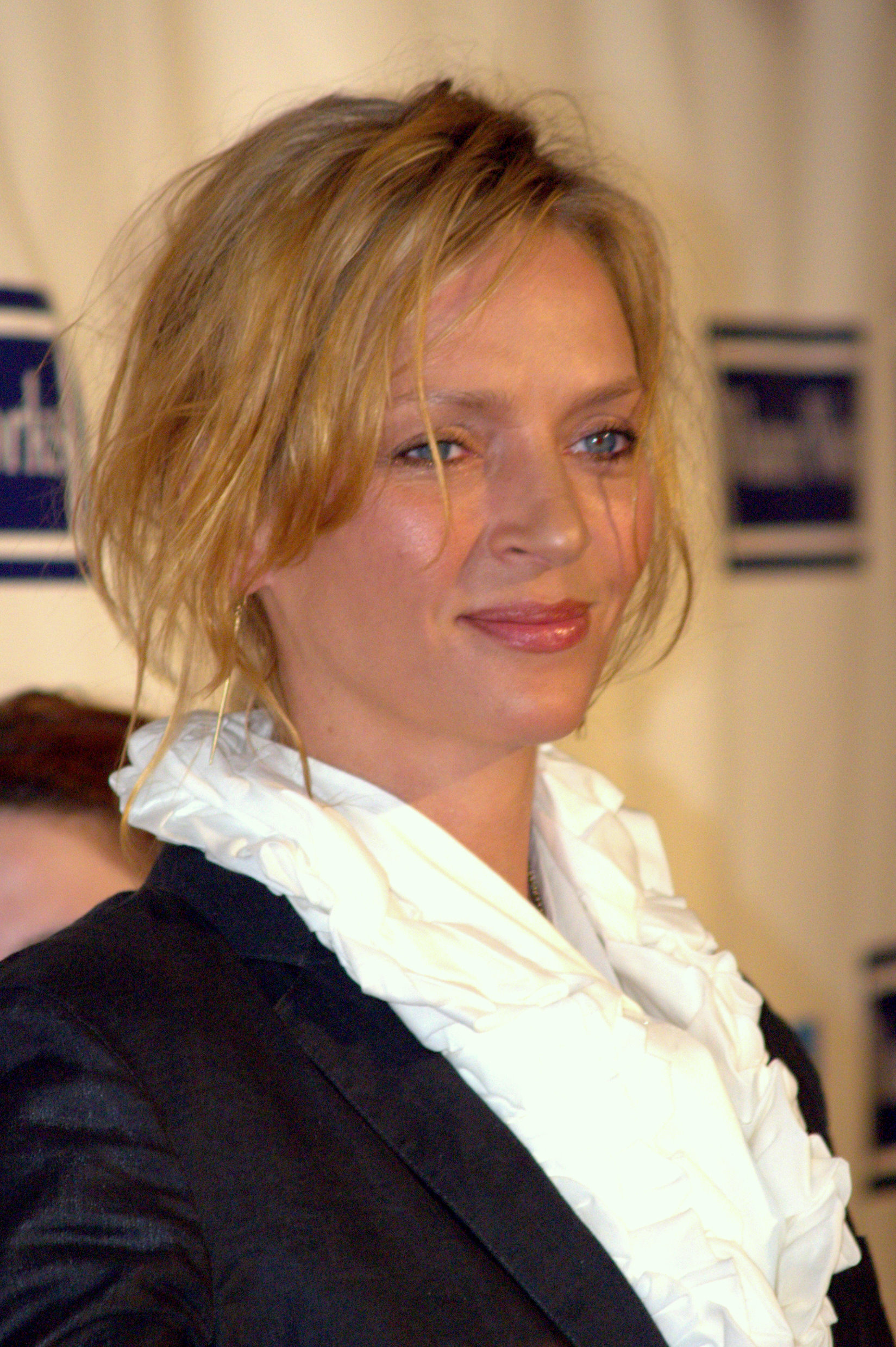
En el Festival de cine de Tribeca, en 2009.

En Kill Bill interpretó a una eficiente asesina profesional en búsqueda de venganza contra su examante. El rol le fue ofrecido por Tarantino —que lo había escrito especialmente para ella— el día de su 30 cumpleaños. Tarantino también ha dicho que ella fue su musa mientras escribía el guion, compartiendo formalmente el crédito por el personaje de Beatrix Kiddo, el cual fue concebido por ambos en el set de Pulp Fiction a partir de la sola imagen de una novia cubierta de sangre. La producción fue postergada varios meses debido a que quedó encinta. Se consideró darle el papel a otra actriz, pero Tarantino decidió demorar la producción.
La filmación tomó nueve meses y fue hecha en cinco países diferentes. Este papel fue el más exigente para ella hasta ese momento, ya que pasó tres meses aprendiendo artes marciales, manejo de la espada e idioma japonés. Esta película épica, presentada en dos partes, fue un éxito de taquilla y logró buenas calificaciones con los críticos. Le significó candidaturas al Globo de Oro por ambas películas, y tres MTV Movie Award uno por mejor actuación femenina y dos por la mejor pelea. Rolling Stone la comparó con: “un ángel vengador salido de un melodrama de Hollywood de los años cuarenta”.
La principal inspiración para realizar el rol de la novia fueron varias heroínas de acción de películas de segunda categoría. Las más notables fueron el personaje principal de Coffy (interpretado por Pam Grier) y el personaje de Gloria Swenson en Gloria (protagonizado por Gena Rowlands). Dijo que estos dos personajes son: “las dos únicas mujeres que he visto ser verdaderamente mujeres [mientras] esgrimen un arma”. Coffy le fue proyectada por Tarantino antes de empezar la producción del filme, para ayudarla a modelar el personaje.
Para 2005, se había convertido en una de las actrices mejor pagadas de Hollywood ganando un salario de 12,5 millones de dólares por película. Su primera película del año fue Be Cool, continuación de la película de 1995 Get Shorty (El Nombre del Juego), en la cual se reunió de nuevo con su compañero de reparto en Pulp Fiction John Travolta. En ella, interpreta a la viuda de un fallecido ejecutivo de la industria de la música.
Más tarde, ese mismo año, protagonizó el filme Secretos compartidos (Prime) con Meryl Streep, interpretando a una mujer cercana a los cuarenta años, que enamora a un joven de 20 años. Su último filme ese año fue la nueva versión de Los productores (The Producers) en el que interpreta a Ulla, una actriz sueca esperanzada en conseguir un papel en un musical de Broadway. Originalmente, los productores del filme planeaban usar una doble de voz para las canciones en los números musicales en que ella intervenía, pero insistió en usar su propia voz. Sin embargo no se confirmó si efectivamente ella interpretó todas sus canciones, aunque así se indica en los créditos del filme.
Con una exitosa carrera en el cine, volvió a convertirse en una solicitada modelo. La compañía de cosméticos Lancôme la escogió como la imagen de sus productos. En 2005, fue contratada para una función similar por la casa de modas francesa Louis Vuitton. El 7 de febrero de 2006, recibió la condecoración de Caballero de la Orden de las Artes y Letras de Francia, que se otorga en reconocimiento a logros en los campos del arte y la literatura.
Ese mismo año estrenó la comedia Mi súper ex novia, por la que cobró la cifra de 14 millones de dólares. En 2007, protagonizó la película, The Life Before Her Eyes de Vadim Parelman, un drama en el cual Thurman interpreta a una mujer madura tratando de superar un trauma de adolescente. En 2008 se estrenó en cines, The Accidental Husband, y también estrenó proyectos en televisión como la cinta My Zinc Bed en donde interpretará a una adicta a la cocaína. Ese mismo año, se confirmó su participación el filme Motherhood, al lado de Minnie Diver, haciendo de una madre que vence los obstáculos para festejar los seis años de su hija, la película fue estrenada en 2009.
En 2011, fue miembro del jurado de la competencia principal en el Festival Internacional de Cine de Cannes, y su única película del año, Ceremony, se estrenó para VOD y cines seleccionados después de su proyección inicial en el Festival Internacional de Cine de Toronto de 2010. Fiesta. En la comedia independiente, interpretó a una mujer en la víspera de su boda que se vuelve a conectar con una vieja aventura (interpretada por Michael Angarano). En ese momento, había asumido los papeles de una amante rica y poderosa en el drama de época Bel Ami (2011) y una esposa trofeo en la comedia romántica Playing for Keeps (2012), ambas películas fueron criticadas por los críticos y fracasaron en la taquilla.

### 2012 - act.: Trabajos en televisión y proyectos recientes

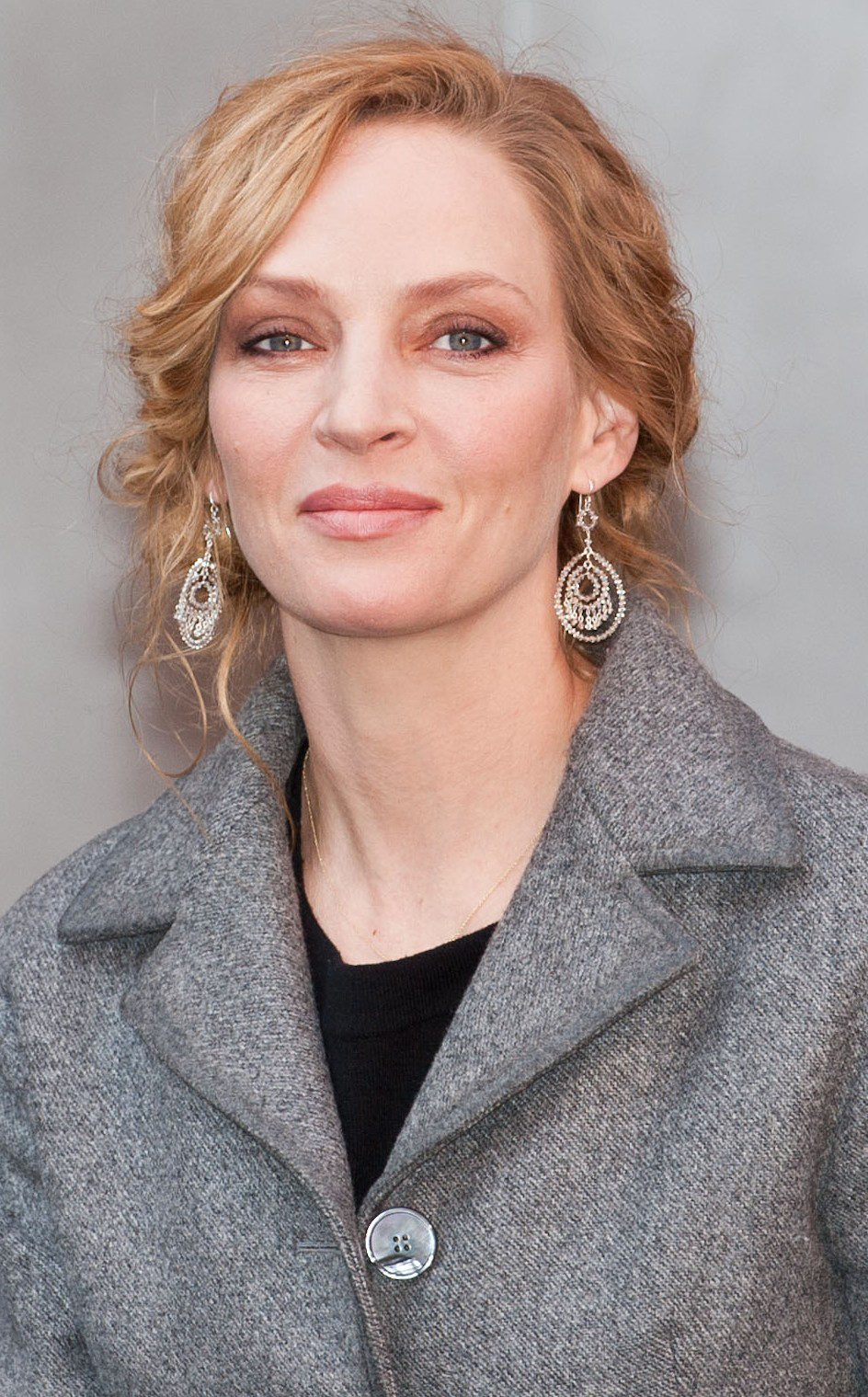
Uma Thurman en la 65.ª edición del Festival Internacional de Cine de Berlín

Thurman se aventuró de nuevo en la televisión en 2012, cuando se unió al elenco de la serie dramática Smash en su primera temporada, interpretando el papel por cinco episodios de Rebecca Duvall , una actriz de Hollywood que quiere protagonizar un nuevo musical de Broadway, a pesar de tener una habilidad musical limitada. Obtuvo una nominación al Premio Primetime Emmy a la mejor actriz invitada en una serie dramática.
Thurman apareció en el Volumen I del drama artístico de dos partes de Lars von Trier Nymphomaniac (2013) como la Sra. H, una rechazada esposa que se enfrenta a su marido separado. A pesar de su tiempo de pantalla limitado en la película, Rolling Stone comentó que ella era "sensacional" en un papel que desafía "los sentimientos encontrados de [von Trier] sobre el poder femenino",  mientras que Vanity Fair la encontró "francamente fabulosa ", y señaló que ella "le da al personaje [...] mucha dignidad". En 2015, Thurman protagonizó la miniserie de NBC The Slap, la adaptación estadounidense de la serie australiana del mismo nombre, e interpretó a una famosa crítica de restaurantes llamada Simone en el drama Burnt, protagonizado junto con Bradley Cooper.  En 2017, Thurman asumió el papel recurrente en la serie de comedia negra, Imposters que duró dos temporadas.
Se reunió con el director Lars von Trier para interpretar a la primera víctima de un asesino en serie durante la década de 1980 en su película de terror psicológico The House That Jack Built, que se estrenó el 14 de mayo de 2018 en el Festival de Cine de Cannes. Thurman interpretó a una madre afligida en la serie de terror sobrenatural de Netflix Chambers, que se estrenó el 26 de abril de 2019. Thurman se reunió con Robert De Niro, para la comedia familiar The War with Grandpa, en la que interpretó a la hija de su personaje recientemente viudo. Filmada originalmente en mayo de 2017, la película tuvo una posproducción prolongada debido al cierre de The Weinstein Company, el distribuidor original, pero finalmente se estrenó en cines en Norteamérica el 9 de octubre de 2020 por 101 Studios.

## Vida personal

### Relaciones y familia

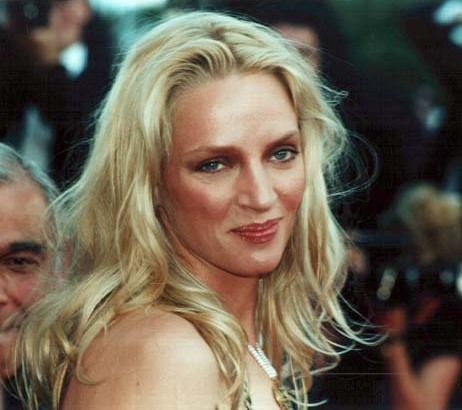
Uma Thurman en el Festival de Cine de Cannes en 2000.

Mientras vivía en Londres tras rodar Las amistades peligrosas empezó a salir con el director Phil Joanou, quien acababa de producir el aclamado filme documental Rattle and Hum del grupo U2.
Mientras visitaba a Joanou en el set de su película, State Of Grace, conoció al actor británico Gary Oldman. Los dos congeniaron enseguida. Incluso Joanou dijo después que era obvio que Oldman y Thurman estaban hechos el uno para el otro, de manera que se hizo a un lado. La pareja se casó en 1990, pero el matrimonio sólo duró dos años; según se informó, afectado por el poco tiempo que pasaban juntos a causa de sus apretadas agendas como actores.
El 1 de mayo de 1998, se casó con el actor Ethan Hawke, después de haberlo conocido en el set de Gattaca. Antes del compromiso,  él le había propuesto matrimonio dos veces sin ser aceptado. Ella reconoció que apuraron su matrimonio debido a que había quedado embarazada. En el momento de la boda llevaba siete meses de gestación.
Tuvieron dos hijos: una niña, Maya Ray (n. 8 de julio de 1998) y un niño, Levon Roan (n. 15 de enero de 2002). Hawke le dedicó su novela For Karuna.
En 2003 se separaron y en 2004 se divorciaron. Muchos medios de comunicación informaron que la causa del divorcio fue la infidelidad de Ethan Hawke con la modelo canadiense Jen Perzow, después de sospechar que ella lo engañaba con Tarantino.
Hawke negó que la causa del divorcio fuera la infidelidad y dijo que el motivo era sus apretados horarios de trabajo.
En un reportaje de portada el 2004 en Rolling Stone tanto Thurman como Tarantino negaron haber tenido jamás una relación romántica, aunque Tarantino había declarado una vez a un reportero: “No estoy diciendo que la hemos tenido y no estoy diciendo que no la hemos tenido”. Cuando en el El show de Oprah Winfrey le preguntaron si hubo “una traición de algún tipo” durante el matrimonio, ella dijo: “Hubo algo de eso al final. Estábamos pasando por momentos difíciles y tú sabes cómo son las cosas y cómo la gente se comporta y cómo expresa su infelicidad”.
Reside actualmente en Hyde Park (barrio de la ciudad de Nueva York). En 2004 empezó a salir con el hotelero neoyorquino André Balazs. Convivieron en un apartamento en el vecindario del SoHo, en Manhattan, cerca del Mercer Hotel, propiedad de Balazs.
En marzo de 2006, su encargado de relaciones públicas anunció que la pareja se había separado.
Thurman estuvo comprometida con el financiero Arpad Busson desde 2011. Tienen una hija llamada Rosalind Arusha Arkadina Altalune Florence Thurman-Busson, apodada Luna (nacida el 15 de julio de 2012), pero al final no llegaron a casarse y se separaron en 2014.

### Política y opiniones
También se dedica a una serie de causas políticas y sociales. Apoya al Partido Demócrata y ha hecho donativos a las campañas de John Kerry, Hillary Clinton y Joseph Driscoll.
Es una partidaria decidida del control sobre las armas de fuego y en el año 2000 participó en la campaña de la revista Marie Claire: “Acaben con la violencia armada ahora”.
También participó en 2004 en la “Marcha por la vida de las mujeres” que apoyaba la legalidad del aborto. En 2018, un año después de que salieran a la luz los primeros casos de abuso sexual contra Harvey Weinstein, Thurman denunció los abusos que sufrió del productor Harvey Weinstein, lamentando no haberlo hecho antes. Thurman también reportó haber sido violada a los 16 años por un actor 20 años mayor al cual no identificó.

## Filmografía
Cine
| Año                | Película                           | Personaje                           | Notas                                                                                             |
| ------------------ | ---------------------------------- | ----------------------------------- | ------------------------------------------------------------------------------------------------- |
| 1988               | Johnny Be Good                     | Georgia Elkans                      |                                                                                                   |
| 1988               | Dangerous Liaisons                 | Cécile de Volanges                  |                                                                                                   |
| 1988               | Kiss Daddy Goodnight               | Laura                               |                                                                                                   |
| 1988               | Las aventuras del Barón Munchausen | Venus/Rose                          |                                                                                                   |
| 1990               | Henry y June                       | June Miller                         |                                                                                                   |
| 1990               | Donde está el corazón              | Daphne McBain                       |                                                                                                   |
| 1991               | Robin Hood: El magnífico           | Marian                              | Versión de John Irwin                                                                             |
| 1992               | Análisis final                     | Diana Baylor                        |                                                                                                   |
| 1992               | Jennifer 8                         | Helena Robertson                    |                                                                                                   |
| 1993               | La chica del gángster              | Glory                               |                                                                                                   |
| 1993               | Ellas también se deprimen          | Sissy Hankshaw                      |                                                                                                   |
| 1994               | Pulp Fiction                       | Mia Wallace                         | Nominada: Óscar a la mejor actriz de reparto Nominada - Globo de Oro a la mejor actriz de reparto |
| 1995               | A Month by the Lake                | Miss Beaumont                       |                                                                                                   |
| 1996               | La verdad sobre perros y gatos     | Noelle                              |                                                                                                   |
| 1996               | Beautiful Girls                    | Andera                              |                                                                                                   |
| 1997               | Gattaca                            | Irene Cassini                       |                                                                                                   |
| 1997               | Batman y Robin                     | Poison Ivy                          |                                                                                                   |
| 1998               | Los miserables                     | Fantine                             |                                                                                                   |
| 1998               | Los vengadores                     | Emma Peel                           | Adaptación cinematográfica de la serie de televisión homónima británica (1961 - 1969).            |
| 1999               | Sweet and Lowdown                  | Blanche                             |                                                                                                   |
| 2000               | Vatel                              | Anne de Montausier                  |                                                                                                   |
| 2000               | La copa dorada                     | Charlotte Stant                     | Basada en la novela homónima de Henry James.                                                      |
| 2001               | Tape                               | Amy Randall                         |                                                                                                   |
| 2003               | Paycheck                           | Dr. Rachel Porter                   |                                                                                                   |
| 2003               | Kill Bill Volumen 1                | La novia                            | Nominada: Globo de Oro a la mejor actriz - Drama                                                  |
| 2004               | Kill Bill Volumen 2                | La novia                            | Nominada: Globo de Oro a la mejor actriz - Drama                                                  |
| 2005               | The Naked Brothers Band            | Invitada                            | Documental                                                                                        |
| 2005               | Be Cool                            | Edie Athens                         |                                                                                                   |
| 2005               | Nausicaä del Valle del Viento      | Kushana (voz)                       | Nuevo doblaje inglés de la película de 1984.                                                      |
| 2005               | Prime                              | Rafi Gardet                         |                                                                                                   |
| 2005               | Los productores                    | Ulla                                | Comedia musical basada en la película del mismo nombre (Mel Brooks, 1968).                        |
| 2006               | Mi súper ex novia                  | Jenny Johnson/G-Girl                | Nominada: People's Choice Awards                                                                  |
| 2008               | The Life Before Her Eyes           | Diana                               |                                                                                                   |
| 2008               | Marido por sorpresa                | Emma Lloyd                          | Productora                                                                                        |
| 2009               | Motherhood                         | Eliza Welch                         |                                                                                                   |
| 2010               | Percy Jackson y el ladrón del rayo | Medusa                              |                                                                                                   |
| 2010               | La boda                            | Zoe                                 |                                                                                                   |
| 2011               | Bel Ami                            | Madelaine Forestier/Madelaine Duroy |                                                                                                   |
| 2011               | Girl Soldier                       | Sister Caroline                     |                                                                                                   |
| 2012               | Movie 43                           | Lois Lane                           |                                                                                                   |
| 2012               | Playing for Keeps                  | Patti                               |                                                                                                   |
| 2013               | Nymphomaniac Volumen 1             | Mrs. H.                             |                                                                                                   |
| 2014               | Nymphomaniac Volumen 2             | Mrs. H.                             |                                                                                                   |
| 2015               | Una buena receta (Burnt)           | Simone                              |                                                                                                   |
| 2018               | The Con Is On                      | Harriet Fox                         |                                                                                                   |
| 2018               | La casa de Jack                    | Mujer 1                             |                                                                                                   |
| 2018               | Down a Dark Hall (Blackwood)       | Madame Duret                        |                                                                                                   |
| 2020               | The War with Grandpa               | Sally Decker                        |                                                                                                   |
| 2022               | Hollywood Stargirl                 | Roxanne Martel                      | Película para Disney+                                                                             |
| 2023               | Red, White y Royal Blue            | Presidenta Ellen Claremont          | Película para Prime Video                                                                         |
| 2023               | The Kill Room                      | Patrice                             |                                                                                                   |
| 2024               | Oh, Canada                         | Emma                                | Posproducción                                                                                     |
| 2025               | The King of Kings                  | Catherine Hogarth                   |                                                                                                   |
| (Fuente: IMDb.com) |                                    |                                     |                                                                                                   |

Televisión
| Año                | Serie de televisión                   | Personaje          | Notas                                                              |
| ------------------ | ------------------------------------- | ------------------ | ------------------------------------------------------------------ |
| 2000               | Great Books                           | Narrador           |                                                                    |
| 2002               | Ciegas de amor                        | Debby Miller       | Productora Globo de Oro a la mejor actriz de miniserie o telefilme |
| 2008               | My Zinc Bed                           | Elsa Quinn         | Telefilme                                                          |
| 2008               | A Muppets Christmas: Letters to Santa | Joy                | Telefilme                                                          |
| 2012               | Smash                                 | Rebecca Duvall     | 5 episodios                                                        |
| 2014               | American Dad!                         | Gwen Ling          | Papel de voz; Episodio: "Now and Gwen"                             |
| 2015               | The Slap                              | Anouk Latham       | 6 episodio                                                         |
| 2017–2018          | Imposters                             | Lenny Cohen        | 6 episodios                                                        |
| 2019               | Chambers                              | Nancy Lefevre      | Papel Secundario                                                   |
| 2022               | Suspicion                             | Katherine Newman   | 6 episodios                                                        |
| 2022               | Super Pumped                          | Arianna Huffington | 4 episodios                                                        |
| (Fuente: IMDb.com) |                                       |                    |                                                                    |

## Premios y distinciones
Premios Óscar
| Año  | Categoría               | Película     | Resultado |
| ---- | ----------------------- | ------------ | --------- |
| 1995 | Mejor actriz de reparto | Pulp Fiction | Nominada  |

Premios Globo de Oro
| Año  | Categoría                            | Película         | Resultado |
| ---- | ------------------------------------ | ---------------- | --------- |
| 2004 | Mejor actriz - Drama                 | Kill Bill Vol. 2 | Nominada  |
| 2003 | Mejor actriz - Drama                 | Kill Bill Vol. 1 | Nominada  |
| 2002 | Mejor actriz - Miniserie o telefilme | Ciegas de amor   | Ganadora  |
| 1994 | Mejor actriz de reparto              | Pulp Fiction     | Nominada  |

Premios Primetime Emmy
| Año  | Categoría                               | Película | Resultado |
| ---- | --------------------------------------- | -------- | --------- |
| 2012 | Mejor actriz invitada - Serie dramática | Smash    | Nominada  |

### Otras
- AEC One Stop Group, Inc Biography Uma Thurman biography. Consultado 5 de enero de 2006.
- Jamie Russell Interview Uma Thurman interview - Kill Bill Vol. 1. octubre de 2003. Consultado 5 de enero de 2006.
- Anwar Brett Interview Uma Thurman interview Kill Bill Vol. 2. April 2004. Consultado 5 de enero de 2006.
- Paul Fischer Film Monthly For Ms. Thurman, Life is More than Just a Paycheck. 22 de septiembre de 2003. Consultado 5 de enero de 2006.
- Roxanna Bina Independent film quarterly Interview with Uma Thurman. 8 de diciembre de 2003. Consultado 5 de enero de 2006.
- Independent Online (enlace roto disponible en Internet Archive; véase el historial, la primera versión y la última).  Uma Thurman: Pulp friction. Consultado 5 de enero de 2006.
- Erik Hedegaard Rolling Stone magazine Archivado el 30 de marzo de 2007 en Wayback Machine. A Magnificent Obsession by Erik Hedegaard. 29 de abril de 2004. Consultado 6 de enero de 2005.
- Sean Chavel UGO Uma Thurman interview. octubre de 2003. Consultado 6 de enero de 2006.
- The Real Dick Hollywood Uma Thurman on... FilmJerk.com. Consultado 1 de febrero de 2006.